# Gorlice
Gorlice [gɔrˈlʲiʦɛ] ist eine Stadt in Polen in der Woiwodschaft Kleinpolen. Sie liegt am Fluss Ropa etwa 140 km südöstlich von Krakau und 30 km nördlich der slowakischen Grenze.

## Geschichte

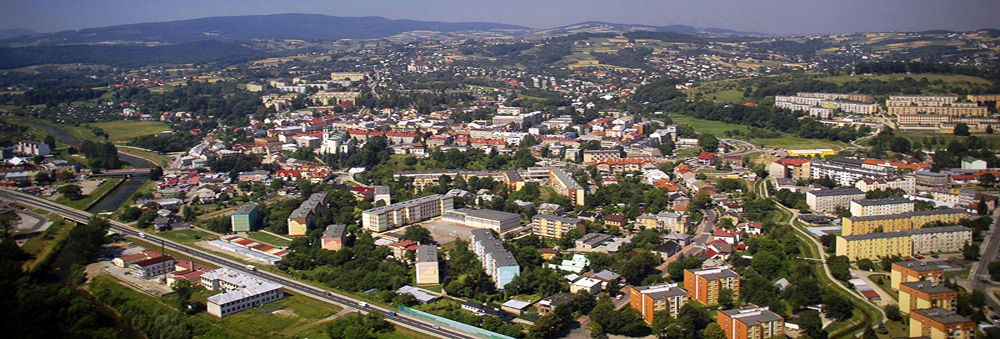
Luftbild der Stadt

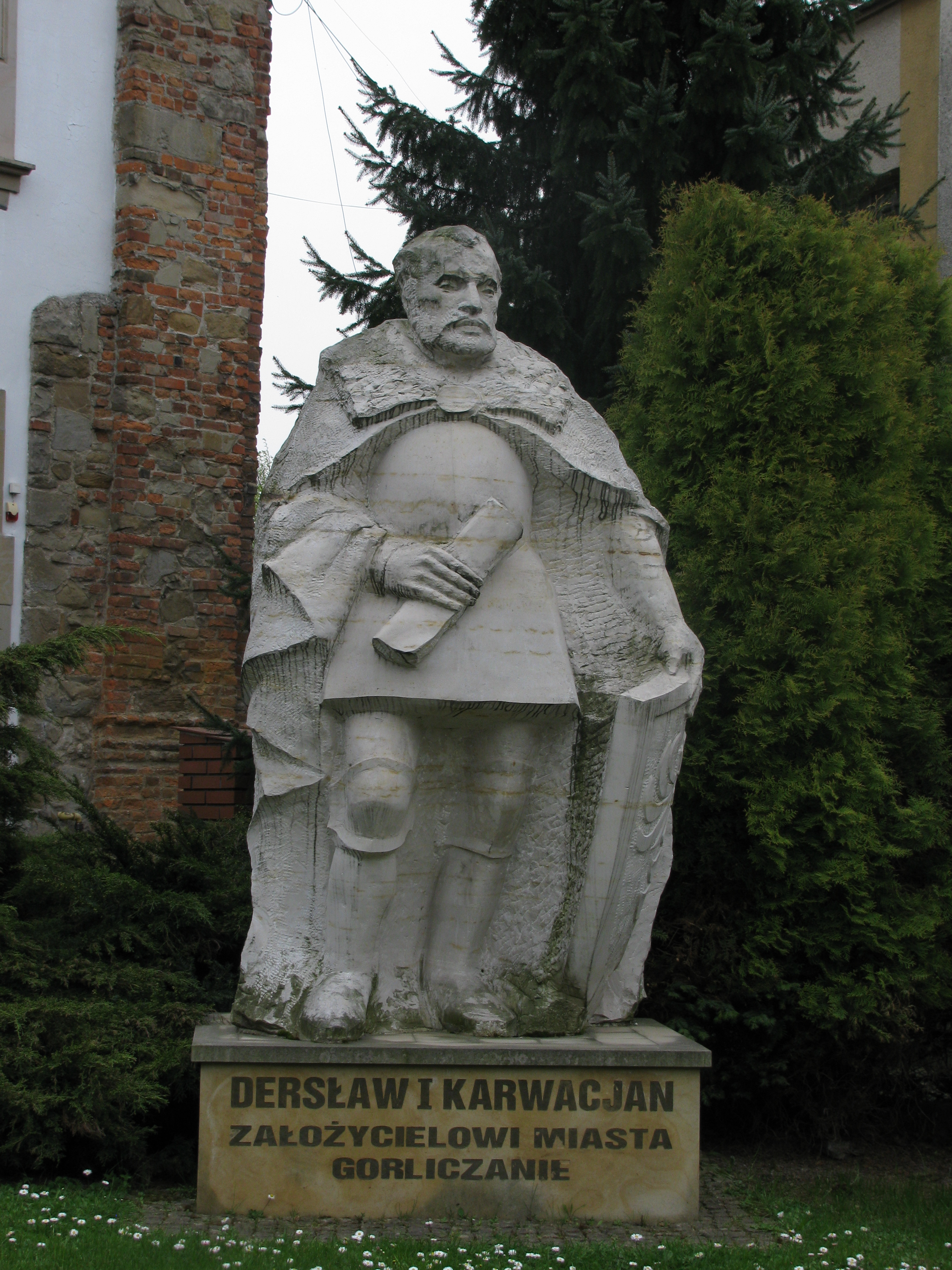
Modernes Denkmal für den Stadtgründer Karwacjan

### Das Gorlicer Ländchen
Der Ort wurde 1355 von Derslai Karwanczyan de Gorlice (Derslao Karwaczian) (1417), einem Krakauer Bankier und Kaufmann mit französischen Vorfahren aus Cahors gegründet. Diese Kaufmannsfamilie war bereits im europäischen Fernhandel entlang der Via Regia tätig und konnte damit zu immensen Reichtum gelangen. Der Familienbesitz umfasste auch Bergwerke und Landgüter in der Krakauer Umgebung. Die Stadtgründer hatten einen Flussübergang zur Gründung ihres eigenen Siedlungsgebietes bestimmt, das man bald das „Gorlicer Ländchen“ nannte. Neben der befestigten Behausung der Karwacjans entstanden im Umkreis die Dörfer Gruschow, Glynnik, Ropicze, Strozowka und Rychwałd. Der letzte und anderen Namen in der Umgebung deuten auf Anwesenheit deutscher Siedler im Gebiet na Głuchoniemcach (siehe Walddeutsche) hin, wegen des Namens der Stadt wurde später auch Görlitz in der Oberlausitz als ihre Herkunft betrachtet. Der ursprüngliche Name lautete jedoch eher *Gardlica, vom Appellativ gardło im Sinne Mündung/Anfang/Strudel [des Flusses Ropa] mit dem Suffix -ica, der sich durch Änderungen von Gardlica auf Garlica und von Garlica auf Gorlica entwickelte.
Durch Kasimir den Großen wurde das Stadtrecht verliehen. Das Stadtrecht wurde zunächst nach polnischem Recht vergeben, 1417 wurde es von König Władysław II. Jagiełło auch nach dem Magdeburger Recht geändert. In dieser Zeit lebt der Ort hauptsächlich vom Handel und Handwerk. Der Ort erblühte rasch, denn er lag an einer von der Hauptstadt kommenden Handelsstraße, die in Gorlice auf eine wichtige Nord-Süd Verbindung durch die Beskiden traf. Neben Rohstoffen und Waren aus dem polnischen Umland wurden auch Importe aus dem Königreich Ungarn und aus dem Baltikum am Handelsplatz in Gorlice gelagert und verkauft. Die Marktsiedlung erhielt durch Handwerker weitere Bedeutung, es wurde einheimische Wolle verarbeitet und Gorlicer Tuche nach Ungarn verkauft. Die Schuhmachergilde sowie Müller und Gerber waren im Stadtrat vertreten. Von König Aleksander wurde 1504 der Stadt das Recht eingeräumt, zwei Jahrmärkte im Jahr abzuhalten.

### Wirtschaftliche Blüte und Religionsfriede
Da die Nachfolger der Stadtgründer ihre Sonderstellung gegenüber den polnischen Magnaten behaupten konnten, erlangten auch protestantische und calvinistische Ideen in der Stadtgemeinde rasch Bedeutung. Oft waren es Zuwanderer und Glaubensflüchtlinge aus anderen europäischen Staaten, die nach Kleinpolen geflohen waren, weil sie dort noch keiner Verfolgung ausgesetzt waren. Zudem bestanden direkte Kontakte nach Ungarn und dem Fürstentum Siebenbürgen, in denen auch starke protestantische und calvinistische Gemeinden entstanden waren. Die Anhänger der katholischen Kirche bildeten eine dritte Bevölkerungsgruppe, ohne dass eine dieser drei Gruppen die Vorherrschaft gewinnen konnte.
Am 22. Mai 1617 trafen sich in den Mauern der Stadt führende Vertreter der polnischen Calvinisten und Protestanten zu einem Meinungsaustausch: Walentyn Smalc von Rakow, ein bemerkenswerter polnischer Theologe und Prediger traf dort im Streitgespräch auf Peter Lombard, dieser hatte die Stadt als Treffpunkt vorgeschlagen. Ein katholischer Pfarrer mit Namen Jan Novodworsky aus dem Ort Biecz war von beiden Parteien als Schlichter und neutralen Beobachter zugelassen. Die Gespräche und Meinungsverschiedenheiten betrafen religiöse Grundauffassungen und konnten nicht geschlichtet werden. Am Ende des 16. Jahrhunderts war Gorlice dann ein polnisches Zentrum der von Faustus Socinus weiterentwickelten religiösen Gemeinschaft der Arianer.

### Bandenwesen
Als Folge der politischen Unruhen im 16. Jahrhundert und der raschen Verarmung der bäuerlichen Bevölkerung am Rande der Beskiden wurden die ins Gebirge führenden Pässe mit ihren dichten Wäldern, Schluchten und Höhlen zum Operationsgebiet von Straßenräubern, die bis vor die Tore der Stadt Händler überfielen und Reisende beraubten. Die Stadtchronik erwähnt mehrere Banden und deren Hauptleute Wasyl Czepiec, Sawka, Bajorz oder Bajus, Kurta der Bandit und Wasyl Haraszczak. Die meisten endeten am Galgen der Stadt oder wurden in ungarischen Städten oder in Krakau nach ihrem Prozess hingerichtet. Zahlreiche Örtlichkeiten in der Umgebung der Stadt sind mit Sagen und Zeugnissen dieser Gesetzlosen verbunden.

### Niedergang und erneute Blüte im 17. und 18. Jahrhundert
Mitte des 17. Jahrhunderts war die Stadtherrin Marianna Rylska Anführerin der calvinistischen Stadtbevölkerung und wurde von den Schweden unterstützt. Ihre Position in der Stadtverwaltung wurde aber zunehmend geschwächt. Am 2. Mai 1657 erreichte der mit den Schweden verbündete Fürst von Siebenbürgen, Georg II. Rákóczi, den Ort, angeblich, um den Calvinisten zu Hilfe zu kommen – ein beträchtlicher Teil der Stadt wurde verbrannt, von 1200 Einwohnern verblieben nur etwa 280 (siehe Erster Nordischer Krieg) am Leben. Damit war die religiöse Sonderstellung der Stadt beendet.
Während der Ersten Teilung Polens kam Gorlice 1772 unter die Herrschaft Österreichs. Unter den katholischen Habsburgern konnte die Bevölkerung wieder in Frieden leben und die Stadt ihre einstige Bedeutung als Handelsplatz zurückgewinnen.

### Die Entwicklung der Petroleumförderung

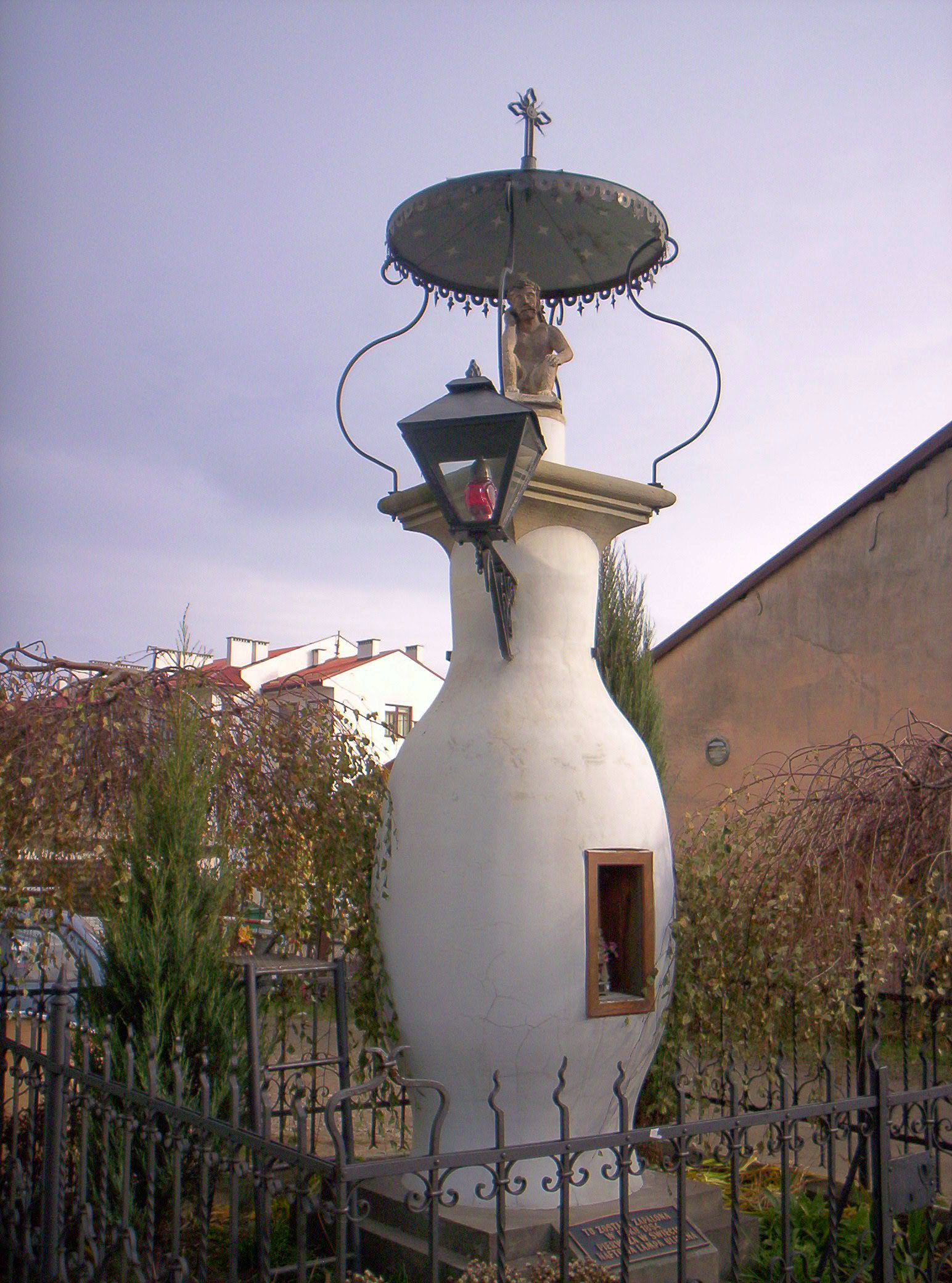
Künstlerisch gestaltetes Denkmal der Petroleumlampe

Schon 1530 hatte ein königlicher Hofbeamter Seweryn Boner aus Krakau in der Region die Konzession für den Goldbergbau erhalten, beim Ausheben der erforderlichen Gräben für Pumpwerke und Dämme traf man am Berg Chetm in geringer Tiefe auf Bergwachs- und Erdöllagerstätten, ohne diesen Funden größere Beachtung zu schenken. Der Bevölkerung dienten diese Substanzen bald als Wagenschmiere und Allheilmittel gegen verschiedenste Hautkrankheiten und Beschwerden. Die Untersuchungsergebnisse des Naturforschers Stanislaw Staszic im Öden Feld, das seinen Namen wohl wegen der Boden-Kontaminierung durch das dort natürlich austretende Erdöl verdankt, gelangte 1815 in die Arbeitsräume der „Warschauer Naturforschenden Gesellschaft“.
Sie graben ein Loch über drei Klafter tief, um die Quelle zu fassen. Das (Loch) sollte sich bald mit Wasser füllen, welches mit Petroleum gemischt ist. Dieses Wasser wird häufig mit ... gerührt. Die festen Bestandteile fallen auf den Boden der Grube und das (reine) Erdöl kann an die Oberfläche kommen.
Nach weiteren Verbesserungen, die nach der Errichtung erster Bohrtürme und Rohrleitungen eintrafen, konnte die Stadt in der zweiten Hälfte des 19. Jahrhunderts die polnische Petroleumindustrie begründen. 1853 bis 1858 lebte und arbeitete Ignacy Łukasiewicz vor Ort, er wurde zum Erfinder der Petroleumlampe. Eine als Denkmal errichtete Nachbildung der Lampe dient heute als Touristenattraktion.

### Neuzeit
Der verheerende Stadtbrand vom 4. Oktober 1874 zerstörte Gorlice fast vollständig. 1880 hatte die Stadt 4550 Einwohner. Während der Schlacht bei Gorlice-Tarnów (1915) im Ersten Weltkrieg wurde die Stadt erneut zerstört. Aus dieser Zeit resultieren 86 Kriegerfriedhöfe in Gorlice und Umgebung. Mit dem Ende des Krieges kam sie an das neugegründete Polen. Während des Zweiten Weltkrieges war die Stadt deutsch besetzt und es wurde ein Arbeitslager errichtet. Im Rahmen einer Verwaltungsreform kam der Ort von 1975 bis 1998 in die Woiwodschaft Nowy Sącz.

## Kultur
Museum:
- Regionalmuseum (Muzeum Regionalne PTTK im. Ignacego Łukasiewicza)

Kirchen:
- Basilika Mariä Geburt

Baudenkmale:
- Große Synagoge
- Jüdischer Friedhof.

## Infrastruktur
- Landesstraße 28: Zator–Wadowice–Nowy Sącz–Gorlice–Biecz–Jasło–Krosno–Sanok–Medyka
- Woiwodschaftsstraße 977: Tarnów–Gromnik–Gorlice–Konieczna
- Woiwodschaftsstraße 993: Gorlice–Folusz–Nowy Żmigród–Dukla

## Gmina
Die Stadt ist Sitz zweier eigenständiger Gemeinden, der:
- Stadtgemeinde mit 26.973 Einwohnern und der
- Landgemeinde Gorlice mit 17.271 Einwohnern (31. Dezember 2020).

### Gmina Glinik Mariampolski
Die Landgemeinde hieß bis 1954 Glinik Mariampolski und hatte ihren Sitz in Glinik, heute ein Stadtteil von Gorlice.

## Persönlichkeiten
- Barbara Bartuś (* 1967), Politikerin
- Krzysztof Kudławiec (* 1969), katholischer Geistlicher, Bischof von Daule in Ecuador
- Leszek Leszkiewicz (* 1970), katholischer Geistlicher und Weihbischof in Tarnów
- Bronisław Pieracki (1895–1934), Politiker
- Vladyslav Sendecki (* 1955), Jazzpianist.